# Ballencrieff
Ballencrieff è una comunità rurale situata nell'East Lothian, Scozia. Si trova tra le città di Aberlady, Haddington e Longniddry a circa 20 miglia (32,2 km) da Edimburgo. Il nome Ballencrieff deriva dal Gaelico "Baile na Craoibhe" che significa "Tre città".
Il suo territorio è caratterizzato principalmente da case tipicamente rurali mentre è da segnalare l'impressionante Castello di Ballencrief. Ci sono inoltre alcune industrie alimentari, come un allevamento commerciale di maiali e una fabbrica specializzata nell'allevamento selettivo di polli in grado di produrre uova di alta qualità. Il vicino "Ballencrief roundabout" (che si trova tra North Berwick e Edimburgo) ha la reputazione di essere un blackspot.